# Kliksafe
Kliksafe is een aanbieder van gefilterd internet, met als missie: Iedereen veilig online. Deze internet serviceprovider biedt een gefilterde internetverbinding voor particulieren en organisaties, en verkoopt daarnaast software waarmee ook op andere verbindingen het internet kan worden gefilterd.

## Geschiedenis
Kliksafe ontstond toen RDNet op 9 oktober 2003 door Stichting Verantwoord Mediagebruik (SVM) van Erdee Holding werd overgenomen. Het abonnementenbestand telde op dat moment 5900 abonnees.

## Verdere ontwikkelingen
Op 22 mei 2006 maakte Bert Jan Peters, directeur van Kliksafe in een persbericht bekend uitgegroeid te zijn tot 10.000 abonnees. Het aantal van 10.000 is eerder bereikt dan werd verwacht.
In 2020 is Kliksafe de grootste aanbieder in Nederland van gefilterd internet.

## Filtercriteria
Kliksafe biedt de mogelijkheid om bepaalde categorieën websites te blokkeren, waarbij in ieder geval onder meer porno, gokken en illegale websites (sites met phishing en malware) worden geblokkeerd. Toegang tot verschillende social mediasites, games of categorieën als dating, kan door de gebruikers zelf worden ingesteld. Er wordt samengewerkt met het Engelse Smoothwall.